# Grunt!
Grunt! är en italiensk fantasykomedifilm från 1983 regisserad av Andy Luotto, med honom själv, Gianni Ciardo och Giorgio Faletti i huvudrollerna. 

## Handling
En grupp grottmänniskor tillber ett mystiskt ägg som efter ett blixtnedslag fått magiska krafter. När en ägget plötsligt stjäls av en rivaliserande grupp tvingas de lämna sin trygga grotta för att hämta tillbaka det. 

## Om filmen
Grunt! spelades in i staden Almería i Andalusien, i sydöstra Spanien. 

## Rollista (i urval)
| Roll    | Skådespelare       |
| ------- | ------------------ |
| Nuk     | Andy Luotto        |
| Atar    | Gianni Ciardo      |
| Pok     | Giorgio Faletti    |
| Skut    | Roberto Della Casa |
| Korg    | Renato D'Amore     |
| Mina-Ha | Sabina Segatori    |

### Webbkällor
- ”Grunt! (1983)”. /www.imdb.com. https://www.imdb.com/title/tt0085625/. Läst 30 oktober 2022.